# Shanna Moakler
Lindsey Vuolo Nicole Narain
Shanna Lynn Moakler est une actrice, mannequin et une star de télé-réalité américaine née le 28 mars 1975 à Providence. Elle a été choisie comme Playmate du mois pour le magazine Playboy en décembre 2001.[5]
En 2005, elle a joué le rôle d'elle-même dans la série de télé-réalité Meet the Barkers avec son mari de l'époque, Travis Barker, batteur du groupe de rock Blink-182.

## Biographie
Les ancêtres de Shana étaient d'origines allemande, irlandaise et portugaise. Ses parents sont John W. Moakler III, un dentiste, et Gail Moakler. Elle a deux frères aînés, Kirk et John IV, et une sœur aînée, Michelle, décédée le 9 novembre 2012. C'est à quinze ans qu'elle commence à poser comme mannequin.  
En 1992, elle obtient le titre de Miss Rhode Island Teen USA, puis en 1995 celui de Miss New York USA.
Elle devint Miss USA en 1995 en remplacement de la titulaire, Chelsi Smith qui venait d'être élue Miss Univers 1995.
Son rôle le plus connu est celui de l'officier Monica Harper entre 1998 et 2000 dans la série policière Pacific Blue. 
Elle posa nue pour Playboy en tant que playmate du mois de décembre 2001.
Elle est co-directrice des concours Miss Californie USA, Miss Californie Teen USA (en), Miss New Hampshire USA, Miss New Hampshire Teen USA (en), Miss New York USA et Miss New York Teen USA (en).
Depuis le 30 octobre 2004, elle est la femme de Travis Barker du groupe Blink-182. Le couple a participé au tournage de l'émission de téléréalité Meet the Barkers sur MTV. Shanna a trois enfants : Atiana de la Hoya (née le 29 mars 1999 de son mariage avec Oscar de la Hoya), Landon Barker (né le 9 octobre 2003) et Alabama Luella Barker (née le 24 décembre 2005). Elle divorce de Barker en 2006 mais reste proche de lui pendant son accident d'avion en 2008, avant d'annoncer leur séparation officielle en avril 2009.

## Filmographie

### Cinéma
- 1997 : Poison Ivy: The New Seduction (vidéo) : Jaimie
- 1998 : The Wedding Singer : Flight Attendant #3
- 1998 : Telling You (en) de Robert DeFranco : Cheryl Tangeray
- 1998 : Sugar: The Fall of the West
- 1999 : Love Stinks : Tawny
- 2000 : Critical Mass : Alexandra
- 2003 : Pauly Shore est mort (Pauly Shore Is Dead) : Jail Hooker
- 2004 : Seeing Other People : Kasey
- 2006 : Big Mamma 2 (Big Momma's House 2) : Petra

### Télévision
- 1996 : Un tandem de choc (Due South) (série télévisée) : Wife #2
- 1996 : Loïs et Clark, les nouvelles aventures de Superman (Lois & Clark: The New Adventures of Superman) (série télévisée) : Girl in Red Dress
- 1997 : Friends 'Til the End (TV) : Lisa
- 1998 : Timecop (série télévisée) : Allison Kendall
- 1998 : Pacific Blue (série télévisée) : off. Monica Harper
- 2005 : Joey (série télévisée) : Mariska
- 2005 : Jake in Progress (série télévisée) : Josie
- 2006 : Prescriptions (série télévisée) : Deni Lane
- 2006 : Les Experts (CSI: Crime Scene Investigation) (série télévisée) : J-Lady
- 2007 : Entourage (série télévisée) : Kelsey
- 2010 : NCIS : Enquêtes spéciales (Navy NCIS: Naval Criminal Investigative Service) (série télévisée) : Missy Dawkins